# High Voltage
High Voltage — живий альбом англійської групи Emerson, Lake & Palmer, який був випущений 5 жовтня 2010 року.

## Композиції
1. Karn Evil 9: 1st Impression - Part 2
2. The Barbarian
3. Bitches Crystal
4. Knife-Edge
5. From The Beginning
6. Touch and Go
7. Take a Pebble
8. Tarkus (Eruption/Stones Of Years/Iconoclast/Mass/Battlefield/Aquatarkus)
9. Farewell To Arms
10. Lucky Man
11. Pictures At An Exhibition medley
12. Fanfare for the Common Man/Drum Solo/Rondo

## Учасники запису
- Кіт Емерсон — орган, синтезатор, фортепіано, челеста, клавішні, орган Гаммонда, синтезатор Муґа
- Ґреґ Лейк — акустична гітара, бас-гітара, електрогітара, вокал
- Карл Палмер — перкусія, ударні